# Triumfální průvod

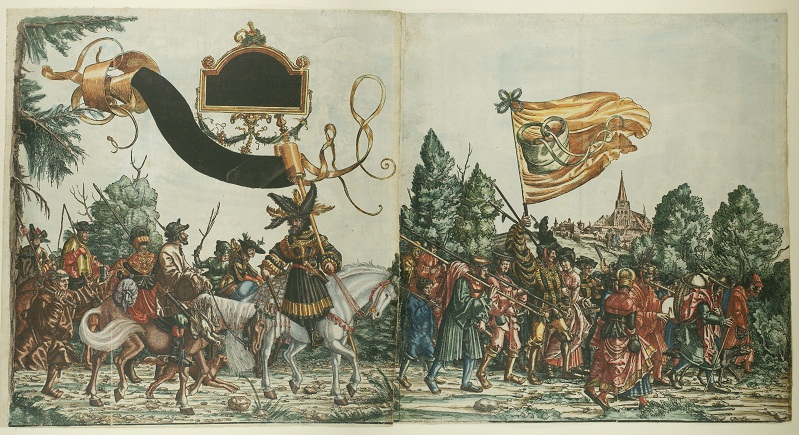
Barevný otisk bloků 132 (vlevo), 133–134 (vpravo): zobrazuje zavazadlový vlak, dílo Albrechta Altdorfera.

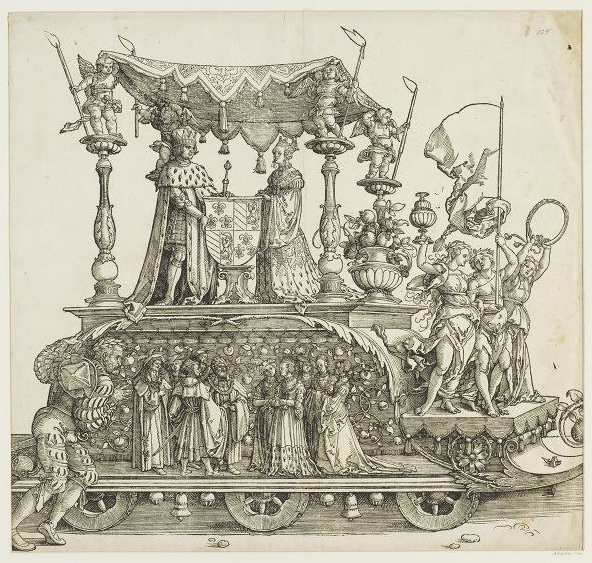
Jeden z vozů nesoucích předky Maxmiliána

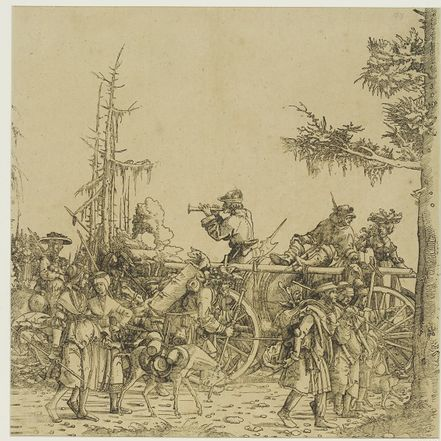
Část zavazadlového vlaku

Triumfální průvod (německy: Triumphzug) nebo Triumfy Maxmiliána je monumentální série dřevorytů z 16. století vytvořená několika umělci na zakázku císaře Svaté říše římské Maxmiliána I. Kompozitní obraz byl vytvořen z více než 130 samostatných dřevěných desek, přičemž je známo celkem 139 desek. Přibližně 54 metrů dlouhé dílo patří mezi největší kdy vytvořené tisky. Bylo navrženo tak, aby bylo nalepeno na stěny radnic nebo knížecích paláců jako dekorativní vlys, který měl vyjadřovat císařovu moc a velkolepost: obrazovou podobu tehdejšího královského vstupu, jenž, podobně jako mnohé renesanční průvody, odkazoval na římské triumfy. Maxmiliánovy dokumenty ukazují, že zamýšlel, aby průvod „zdobil stěny zasedacích síní a velkých sálů říše a pro budoucí generace hlásal ušlechtilé cíle jejich někdejšího vládce“. Jednalo se o jedno z několika propagandistických děl v literární a tištěné podobě, která si Maxmilián objednal, přestože byl vždy finančně velmi omezen a neměl prostředky na uspořádání takové ceremonie, na rozdíl od svých habsburských potomků. Dílo mohlo být také svázáno jako kniha, a právě takto zpracované kopie se dochovaly, stejně jako ty z pozdějších vydání.

## Další obrovské tisky objednané Maxmiliánem
Toto dílo je jedním ze tří obrovských tisků vytvořených pro Maxmiliána. Další dva projekty byly z velké části navrženy Albrechtem Dürerem: Triumfální oblouk (1512–1515, 192 dřevorytových desek, 3 metry vysoký a 3,7 metru široký) a Velký triumfální vůz (1522, 8 desek, 0,46 metru vysoký a 2,4 metru dlouhý), který měl původně být součástí Triumfálního průvodu, ale Dürer jej v roce 1522 vydal samostatně. Tyto monumentální projekty odrážejí Maxmiliánovo postavení císaře Svaté říše římské a spojují jej s triumfálními oblouky a triumfy starověkého Říma. Před Maxmiliánovou smrtí v roce 1519 byl dokončen pouze Triumfální oblouk a byl distribuován jako císařská propaganda, jak si přál. Mezi další projekty patřily veršované a tištěné knihy Theuerdank, alegorický rytířský román popisující Maxmiliánovo dvoření Marii Burgundské, a Der Weisskunig.

## Návrh a nedokončený stav při Maxmiliánově smrti
Program pro Triumfální průvod byl sestaven Maxmiliánem a Johannem Stabiem v roce 1512 a nadiktován Maxmiliánovým sekretářem Marxem Treitsaurweinem. Hans Burgkmair navrhl velkou část Triumfálního průvodu, přičemž od roku 1512 vytvořil návrhy pro 67 desek. Dalšími přispěvateli byli Albrecht Altdorfer (38 desek), Hans Springinklee (20), Leonhard Beck (7), Hans Schäufelein (2), Wolf Huber (2) a Albrecht Dürer (2). Od roku 1516 do roku 1519 byly návrhy vyřezávány velkým týmem řezbářů vedeným Jostem de Negkerem, mezi které patřili Hieronymus Andreae, Cornelis Liefrinck a Willem Liefrinck. Dílo do Maxmiliánovy smrti v roce 1519 nebylo dokončeno a projekt se zastavil s 139 dokončenými deskami; velké množství portrétů dvořanů a německých knížat nebylo nikdy vytvořeno. Dürer přestal dostávat roční rentu 100 florinů, kterou mu Maxmilián vyplácel, a svůj Velký triumfální vůz vydal samostatně v roce 1522 (v popisu níže je obnoven na svém zamýšleném místě jako desky 122 a-g); byl nahrazen menší verzí.

## Témata jednotlivých dřevorytů
Mezi témata jednotlivých desek tvořících průvod patří: nahý herold jedoucí na gryfovi na začátku díla (deska 1), poté velký prázdný rám tažený dvěma koňmi (zamýšlený pro vyrytí názvu), následují početní hudebníci, mnozí na vozech tažených exotickými zvířaty (desky 3–4, 17–26, 77–78 atd.), bubeníci, sokolníci a lovci s kořistí (desky 5–14), dva vozy s šašky a blázny (27–30), šermíři, turnajoví bojovníci a rytíři (33–56), 29 skupin praporečníků na koních nesoucích vlajky Maxmiliánových četných titulů a území (57–88), vůz pro Maxmiliánovu svatbu (89–90), vozy s vyobrazeními Maxmiliánových vojenských vítězství (91–102), vůz pro svatbu Maxmiliánova syna Filipa I. Kastilského s Janou Kastilskou (105), vozy s vyobrazeními Maxmiliánových předků (106–110), vojáci a váleční zajatci a nakonec Dürerův osmideskový triumfální vůz s Maxmiliánem samotným tažený dvanácti koňmi (desky 122 a-g). Po voze následují zástupci cizích národů, včetně exotických obyvatel Kalikatu se slonem (129), indiánů (130), vojáků a poté zavazadlový vlak (132–137), zobrazovaný sestupující z alpské krajiny. Poslední deska (137) ukazuje vůz naložený kuchyňským náčiním a muže nesoucího tyče se zavěšenými botami. Průvod je důležitým dokumentárním zdrojem detailů o hudebních nástrojích, zbraních a zbroji té doby.

## Vydání od roku 1526 do roku 1884
První vydání o 137 deskách v nákladu 200 kopií bylo publikováno v roce 1526 na příkaz Maxmiliánova vnuka arcivévody Ferdinanda. Druhé vydání o 135 deskách bylo tištěno v roce 1777, další vydání vydal Adam Bartsch a poté v letech 1883–1884 Franz Schestag. Britské muzeum má složený soubor 137 dřevorytů pocházejících ze tří různých vydání, 97 z vydání z roku 1526, 36 z roku 1777 a 4 z roku 1796, spolu s textem, který doprovázel vydání z roku 1796.

## Dochované rukopisy a dřevěné desky
Rukopisný text se dochoval ve Vídni a 135 ze 139 dřevorytových desek se nachází v Albertině ve Vídni.

## Podobnosti s Triumfy Maxmiliána
Série dřevorytů byla někdy ručně kolorována, podobně jako jiné tisky, ale neměla by být zaměňována s jiným, mnohem kratším iluminovaným rukopisem Triumfy Maxmiliána od Albrechta Altdorfera z let 1513–1515 (nyní v Albertině), který obsahuje mnoho podobných scén, ale také mnoho dalších, kde vojáci pěšky nesou prapory s vyobrazeními konkrétních císařových tažení.

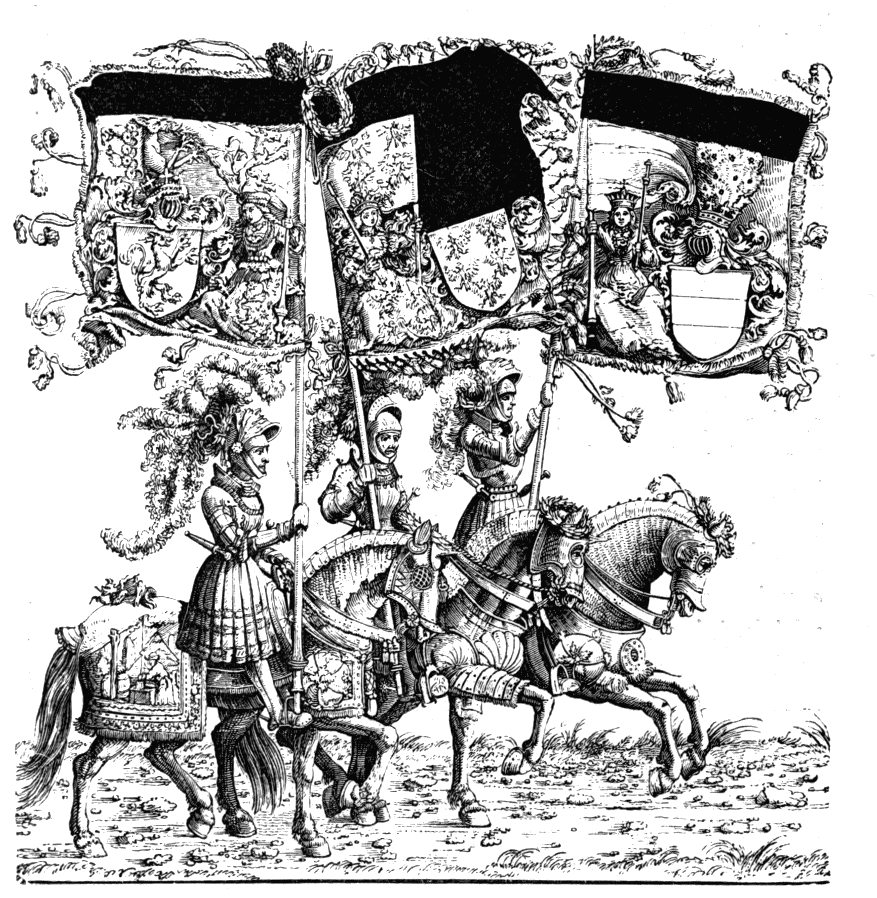
Praporečníci
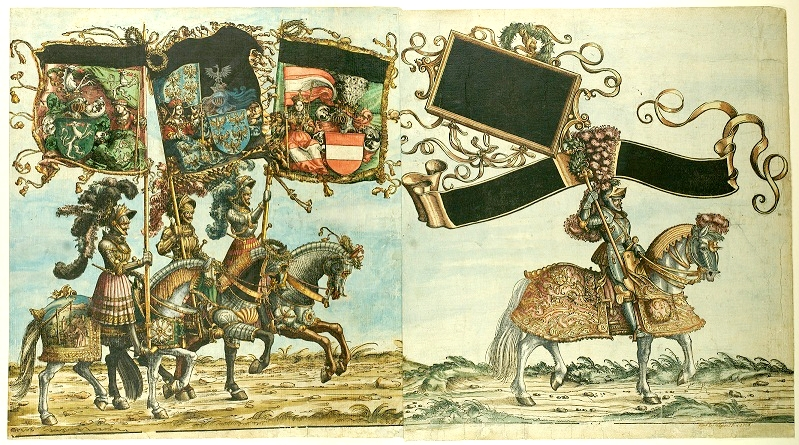
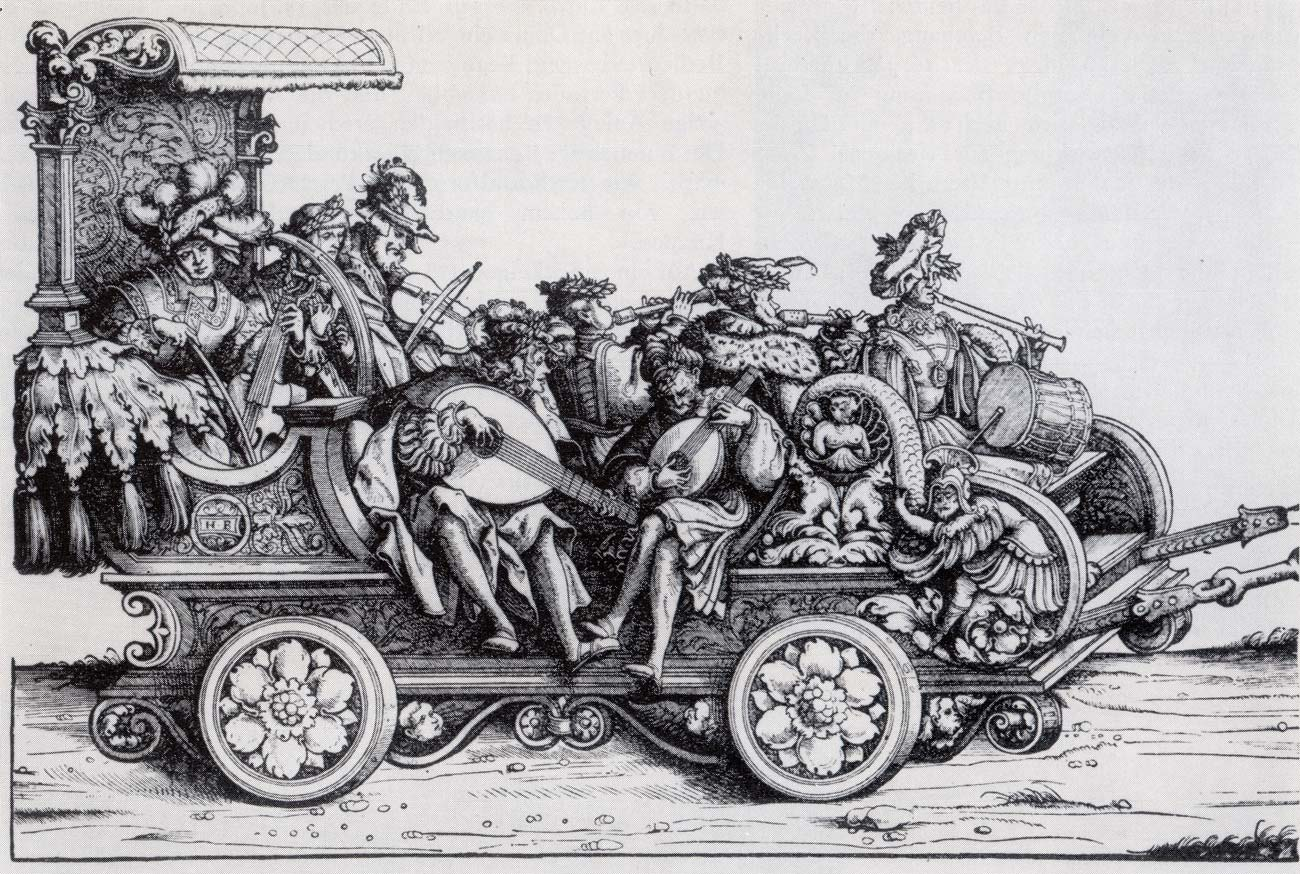
Hudebníci, autor Hans Burgkmair
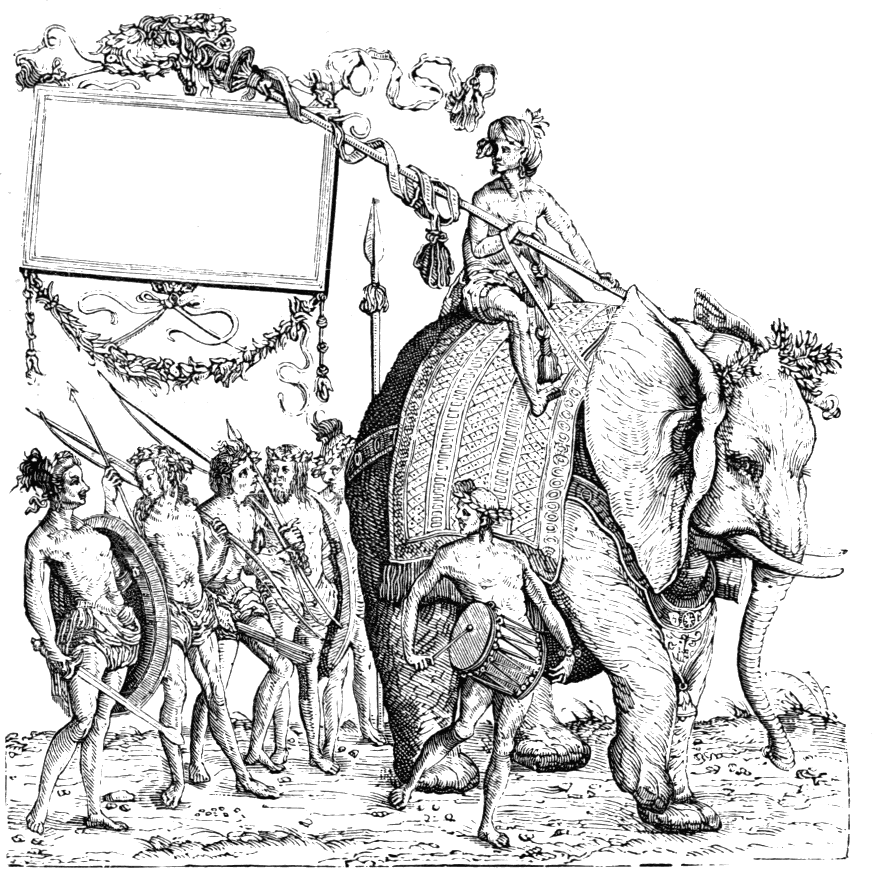
Obyvatelé Kalikatu